# سيرجيو نافارو (لاعب كرة قدم)
سيرجيو نافارو (بالإسبانية: Sergio Navarro Barquero)‏ (17 أكتوبر 1979 بإسبانيا - ) هو لاعب كرة قدم إسباني في مركز الوسط. لعب مع نادي فياريال.

## وصلات خارجية
- سيرجيو نافارو على موقع قاعدة بيانات كرة القدم.إي يو (الإنجليزية)